# 泳海象属
泳海象属（学名：Neotherium）是海象科下的一个属。

## 下属物种
本属包括以下物种：
- 奇妙泳海象 Neotherium mirum Kellogg, 1931